# Mari Silje Samuelsen
Mari Silje Samuelsen (* 21. prosince 1984 Hamar) je norská klasická houslistka.

## Životopis
Spolu se svým bratrem Haakonem vyrůstala v Hamar, jen kousek od Osla, obklopena přírodou. Byla žákyní Arve Tellefsena od 3 let. Od 14 let studovala na Hudebním ústavu Barratt-Due u profesora Stephan Barratt-Due. Později postgraduálně studovala v Curychu u ruského profesora Zakhara Brona. Vystupovala s norskými a zahraničními orchestry a doprovázela jiné vynikající hudebníky. Hraje na housle Guadagnini Turín 1773.
Spolu se svým bratrem Haakonem obdržela v roce 2006 cenu kultury kraje Hedmark a několik opakovaných stipendií.